# Portet-sur-Garonne
Pour les articles homonymes, voir Portet (homonymie).
Ne doit pas être confondu avec Portets, également sur la Garonne, en Gironde
Portet-sur-Garonne (Portèth de Garona [purtɛt] en gascon) est une commune française située dans le nord du département de la Haute-Garonne en région Occitanie. Elle fait partie de la communauté d'agglomération du Muretain Agglo.
Sur le plan historique et culturel, la commune est dans le Pays toulousain, qui s’étend autour de Toulouse le long de la vallée de la Garonne, bordé à l’ouest par les coteaux du Savès, à l’est par ceux du Lauragais et au sud par ceux de la vallée de l’ Ariège et du Volvestre. Exposée à un climat océanique altéré, elle est drainée par la Garonne, l'Ariège, le Roussimort, le ruisseau de Cassignol, le ruisseau de la Saudrune et par divers autres petits cours d'eau. La commune possède un patrimoine naturel remarquable : deux sites Natura 2000 (la « vallée de la Garonne de Muret à Moissac » et « Garonne, Ariège, Hers, Salat, Pique et Neste »), deux espaces protégés (« la Garonne, l'Ariège, l'Hers Vif et le Salat » et la réserve naturelle régionale Confluence Garonne-Ariège) et six zones naturelles d'intérêt écologique, faunistique et floristique.
Portet-sur-Garonne est une commune urbaine qui compte 9 798 habitants en 2022, après avoir connu une forte hausse de la population depuis 1962. Elle est dans l'agglomération toulousaine et fait partie de l'aire d'attraction de Toulouse. Ses habitants sont appelés les Portésiens ou  Portésiennes.
Le patrimoine architectural de la commune comprend trois  immeubles protégés au titre des monuments historiques : l'église Saint-Martin, inscrite en 1953, la Pyramide de démarcation de la Guyenne et du Languedoc, inscrite en 1973, et le château de la Creuse, inscrit en 1979.

## Géographie

### Localisation
La commune de Portet-sur-Garonne se trouve dans le département de la Haute-Garonne, en région Occitanie.
Elle se situe à 10 km à vol d'oiseau de Toulouse, préfecture du département, et à 9 km de Muret, sous-préfecture.
Les communes les plus proches sont : 
Pinsaguel (2,0 km), Lacroix-Falgarde (2,6 km), Roques (2,7 km), Vieille-Toulouse (3,3 km), Roquettes (4,1 km), Pechbusque (4,3 km), Vigoulet-Auzil (4,6 km), Goyrans (5,0 km).
Sur le plan historique et culturel, Portet-sur-Garonne fait partie du pays toulousain, une ceinture de plaines fertiles entrecoupées de bosquets d'arbres, aux molles collines semées de fermes en briques roses, inéluctablement grignotée par l'urbanisme des banlieues.
Portet-sur-Garonne est limitrophe de huit autres communes.
Les communes limitrophes sont Toulouse, Cugnaux, Lacroix-Falgarde, Pinsaguel, Roques, Vieille-Toulouse, Vigoulet-Auzil et Villeneuve-Tolosane.
| Cugnaux             | Toulouse           | Vieille-Toulouse |
| Villeneuve-Tolosane | Portet-sur-Garonne | Vigoulet-Auzil   |
| Roques              | Pinsaguel          | Lacroix-Falgarde |

### Géologie et relief
La commune est surmontée sur son flanc est par la colline de Pech David, forgée par la Garonne. Le sud de la commune offre un panorama sur la chaîne montagneuse des Pyrénées.

### Hydrographie
Elle est drainée par la Garonne, l'Ariège, le Roussimort, le ruisseau de Cassignol, le ruisseau de la Saudrune, le ruisseau du Pont d'Auzil et par divers petits cours d'eau, constituant un réseau hydrographique de 17 km de longueur totale,.
La Garonne est un fleuve principalement français prenant sa source en Espagne et qui coule sur 529 km avant de se jeter dans l’océan Atlantique.
L'Ariège, d'une longueur totale de 162,91 km, prend sa source dans la commune de Porta (66) et s'écoule vers le nord. Il se jette dans la Garonne sur le territoire communal, après avoir traversé 56 communes.
Le Roussimort, d'une longueur totale de 15,8 km, prend sa source dans la commune de Muret et s'écoule du sud-ouest vers le nord-est. Il se jette dans le ruisseau de la Saudrune sur le territoire communal, après avoir traversé 6 communes.
Le ruisseau de Cassignol, d'une longueur totale de 11,7 km, prend sa source dans la commune de Montbrun-Lauragais et s'écoule du sud-est vers le nord-ouest. Il se jette dans l'Ariège sur le territoire communal, après avoir traversé 7 communes.
Le ruisseau de la Saudrune, d'une longueur totale de 18,5 km, prend sa source dans la commune de Muret et s'écoule vers le nord-est. Il traverse la commune et se jette dans la Garonne à Toulouse, après avoir traversé 7 communes.

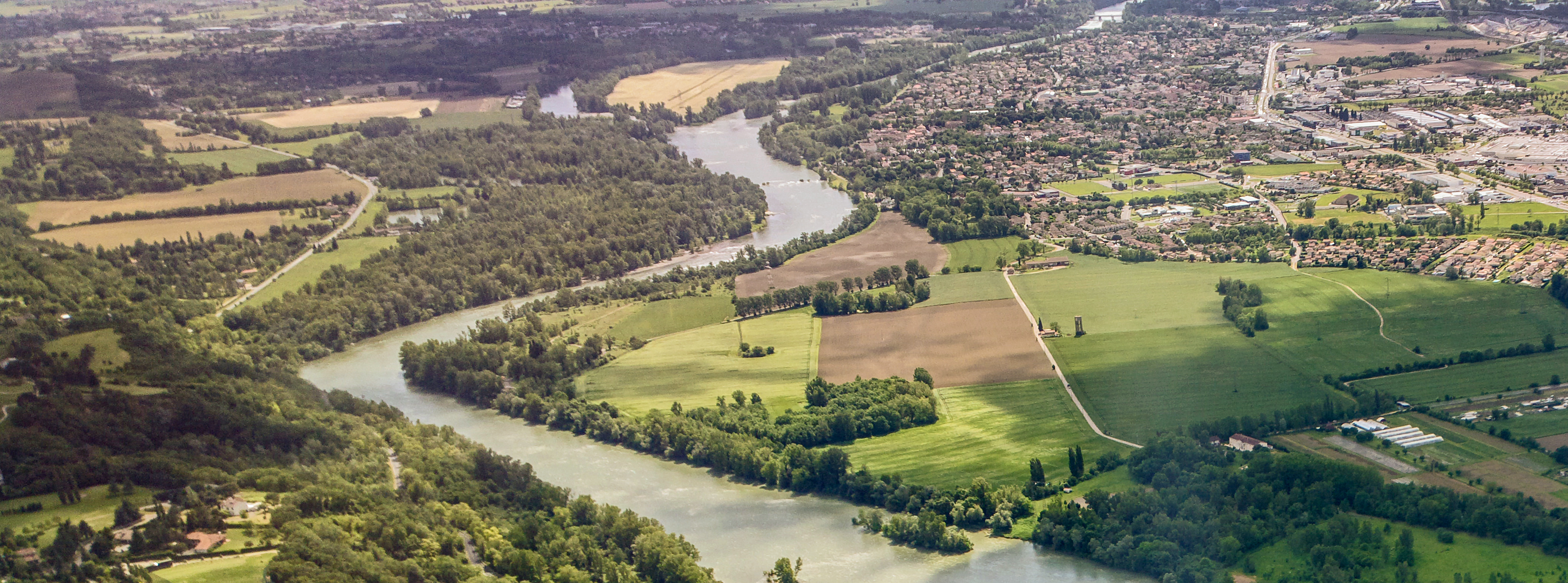
Portet-sur-Garonne et la réserve naturelle régionale Confluence Garonne-Ariège en 2015.
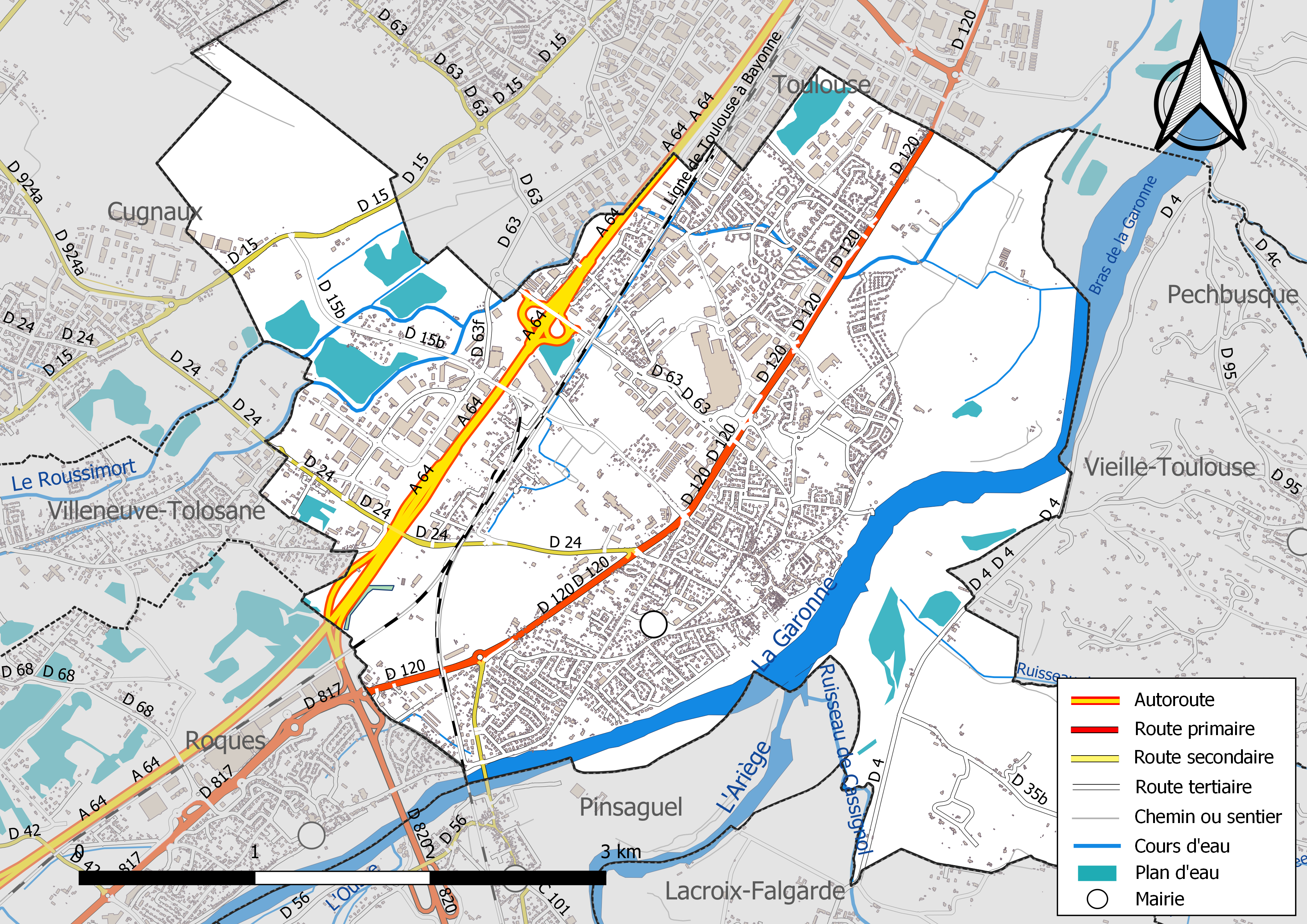
Réseaux hydrographique et routier de Portet-sur-Garonne.

### Climat
Pour des articles plus généraux, voir Climat de l'Occitanie et Climat de la Haute-Garonne.
En 2010, le climat de la commune est de type climat du Bassin du Sud-Ouest, selon une étude s'appuyant sur une série de données couvrant la période 1971-2000. En 2020, Météo-France publie une typologie des climats de la France métropolitaine dans laquelle la commune est exposée à un climat océanique altéré et est dans la région climatique Aquitaine, Gascogne, caractérisée par une pluviométrie abondante au printemps, modérée en automne, un faible ensoleillement au printemps, un été chaud (19,5 °C), des vents faibles, des brouillards fréquents en automne et en hiver et des orages fréquents en été (15 à 20 jours).
Pour la période 1971-2000, la température annuelle moyenne est de 13,5 °C, avec une amplitude thermique annuelle de 15,7 °C. Le cumul annuel moyen de précipitations est de 703 mm, avec 9,6 jours de précipitations en janvier et 5,5 jours en juillet. Pour la période 1991-2020, la température moyenne annuelle observée sur la station météorologique la plus proche, située sur la commune de Cugnaux à 5 km à vol d'oiseau, est de 14,3 °C et le cumul annuel moyen de précipitations est de 635,7 mm,. Pour l'avenir, les paramètres climatiques de la commune estimés pour 2050 selon différents scénarios d'émission de gaz à effet de serre sont consultables sur un site dédié publié par Météo-France en novembre 2022.

### Milieux naturels et biodiversité

#### Espaces protégés
La protection réglementaire est le mode d’intervention le plus fort pour préserver des espaces naturels remarquables et leur biodiversité associée,.
Deux espaces protégés sont présents sur la commune : 
- « la Garonne, l'Ariège, l'Hers Vif et le Salat », objet d'un arrêté de protection de biotope, d'une superficie de 1 658,7 ha[20] ;
- la réserve naturelle régionale Confluence Garonne-Ariège, classée en 2015, d'une superficie de 587 ha, qui constitue un lieu patrimonial d’exception en termes écologique et biologique, d’intérêt régional, voire national dans un contexte périurbain prononcé. Parmi les espèces floristiques remarquables, on trouve entre autres, l’utriculaire élevée et le jonc fleuri (espèces affiliées aux zones humides), le silène de France et le grand muflier (inféodées aux milieux prairiaux secs et pauvres), le peigne de Vénus et la nigelle de France (pour les espaces agricoles limitrophes)[21],[22].

#### Réseau Natura 2000

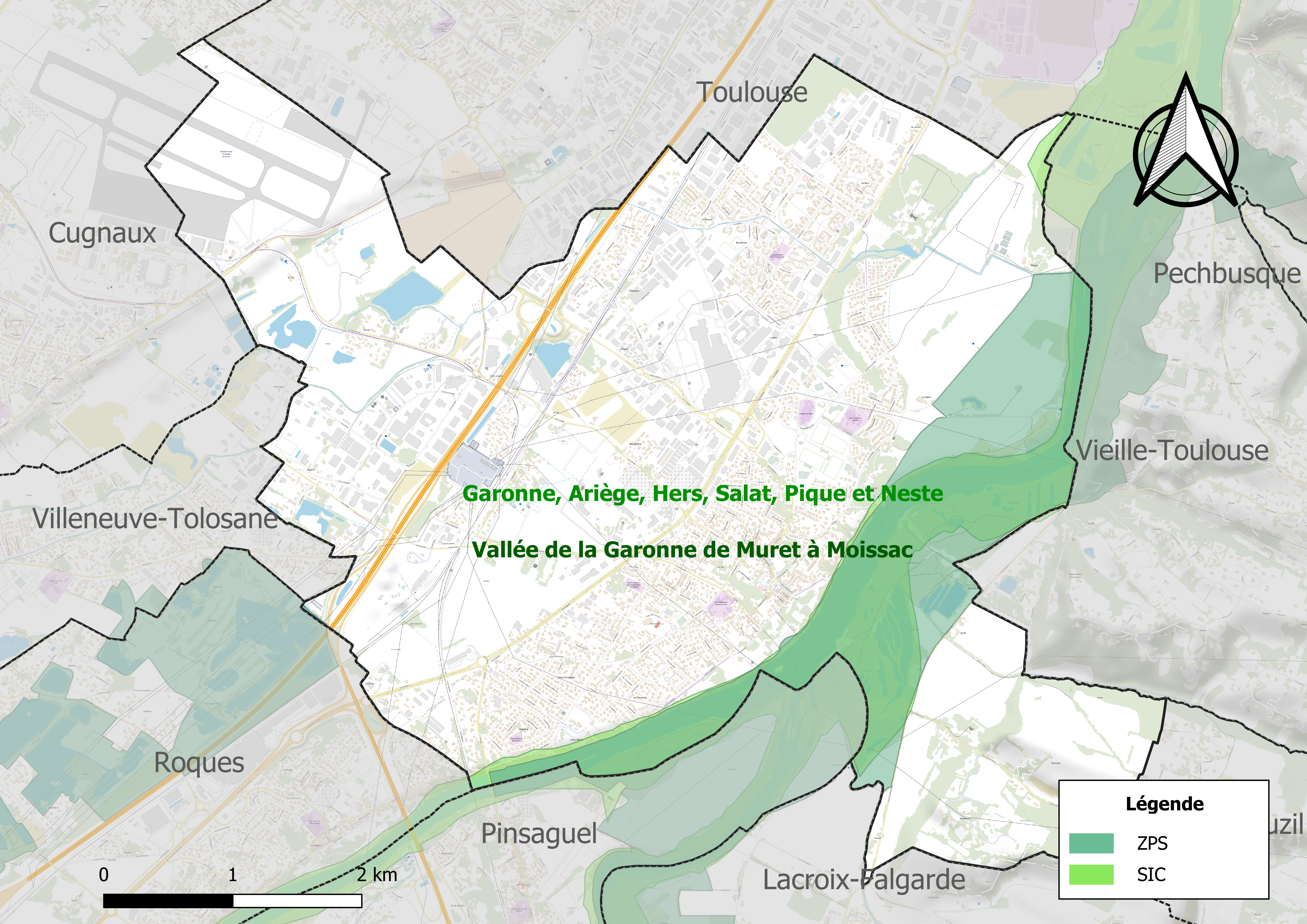
Site Natura 2000 sur le territoire communal.

Le réseau Natura 2000 est un réseau écologique européen de sites naturels d'intérêt écologique élaboré à partir des directives habitats et oiseaux, constitué de zones spéciales de conservation (ZSC) et de zones de protection spéciale (ZPS).
Un site Natura 2000 a été défini sur la commune au titre de la directive habitats :
- « Garonne, Ariège, Hers, Salat, Pique et Neste », d'une superficie de 9 581 ha, un réseau hydrographique pour les poissons migrateurs (zones de frayères actives et potentielles importantes pour le Saumon en particulier qui fait l'objet d'alevinages réguliers et dont des adultes atteignent déjà Foix sur l'Ariège[25]

et un au titre de la directive oiseaux : 
- la « vallée de la Garonne de Muret à Moissac », d'une superficie de 4 493 ha, hébergeant une avifaune bien représentée en diversité, mais en effectifs limités (en particulier, baisse des populations de plusieurs espèces de hérons). Sept espèces de hérons y nichent, dont le héron pourpré, ainsi que le Milan noir (avec des effectifs importants), l'Aigle botté, le Petit gravelot, la Mouette mélanocéphale, la Sterne pierregarin et le Martin-pêcheur[26].

#### Zones naturelles d'intérêt écologique, faunistique et floristique

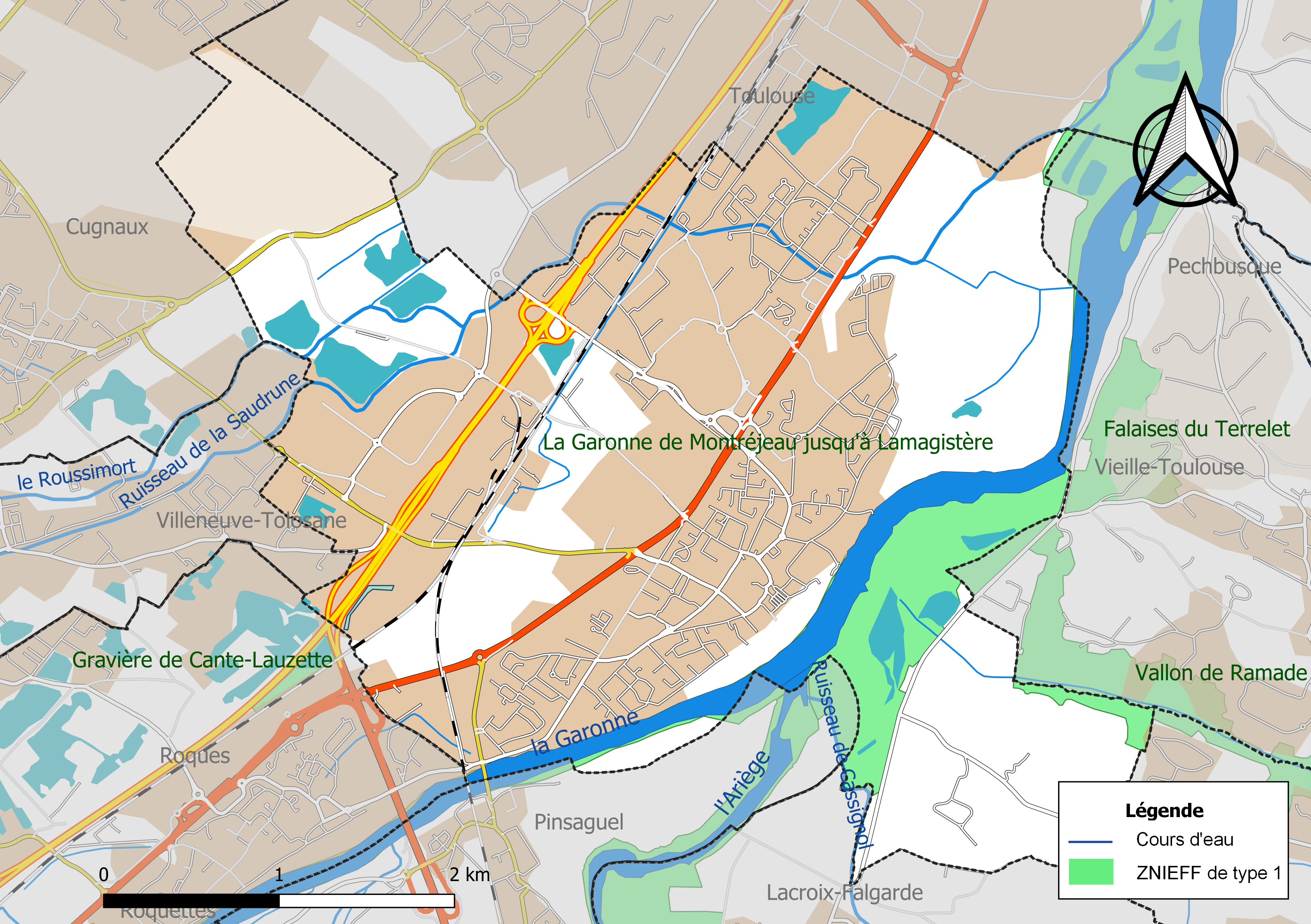
Carte des ZNIEFF de type 1 localisées sur la commune.

L’inventaire des zones naturelles d'intérêt écologique, faunistique et floristique (ZNIEFF) a pour objectif de réaliser une couverture des zones les plus intéressantes sur le plan écologique, essentiellement dans la perspective d’améliorer la connaissance du patrimoine naturel national et de fournir aux différents décideurs un outil d’aide à la prise en compte de l’environnement dans l’aménagement du territoire.
Trois ZNIEFF de type 1 sont recensées sur la commune :
- le « cours de l'Ariège » (1 341 ha), couvrant 56 communes dont 43 dans l'Ariège et 13 dans la Haute-Garonne[28] ;
- « la Garonne de Montréjeau jusqu'à Lamagistère » (5 075 ha), couvrant 92 communes dont 63 dans la Haute-Garonne, trois en Lot-et-Garonne et 26 en Tarn-et-Garonne[29],
- le « vallon de Ramade » (95 ha), couvrant 4 communes du département[30] ;

et trois ZNIEFF de type 2, : 
- le « complexe de gravières de Villeneuve-Tolosane et de Roques » (345 ha), couvrant 3 communes du département[31] ;
- « la Garonne et milieux riverains, en aval de Montréjeau » (6 874 ha), couvrant 93 communes dont 64 dans la Haute-Garonne, trois en Lot-et-Garonne et 26 en Tarn-et-Garonne[32] ;
- « l'Ariège et ripisylves » (1 975 ha), couvrant 56 communes dont 43 dans l'Ariège et 13 dans la Haute-Garonne[33].

## Urbanisme

### Typologie
Au 1er janvier 2024, Portet-sur-Garonne est catégorisée ceinture urbaine, selon la nouvelle grille communale de densité à sept niveaux définie par l'Insee en 2022.
Elle appartient à l'unité urbaine de Toulouse, une agglomération inter-départementale regroupant 81  communes, dont elle est une commune de la banlieue,,. Par ailleurs la commune fait partie de l'aire d'attraction de Toulouse, dont elle est une commune de la couronne,. Cette aire, qui regroupe 527 communes, est catégorisée dans les aires de 700 000 habitants ou plus (hors Paris),.

### Occupation des sols

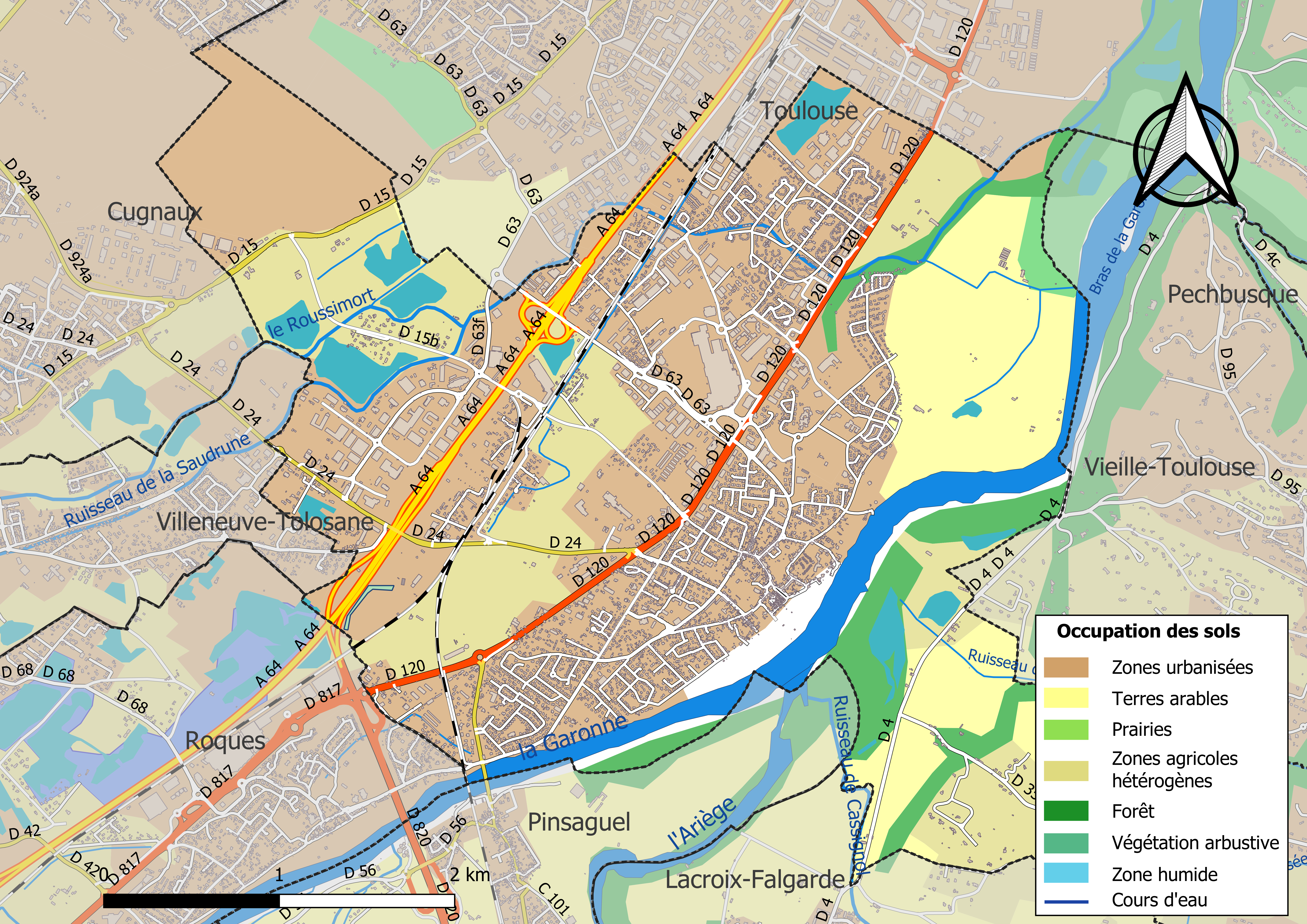
Carte des infrastructures et de l'occupation des sols de la commune en 2018 (CLC).

L'occupation des sols de la commune, telle qu'elle ressort de la base de données européenne d’occupation biophysique des sols Corine Land Cover (CLC), est marquée par l'importance des territoires artificialisés (58,7 % en 2018), en augmentation par rapport à 1990 (53,3 %). La répartition détaillée en 2018 est la suivante : 
zones industrielles ou commerciales et réseaux de communication (30,7 %), zones urbanisées (26,2 %), terres arables (14,9 %), zones agricoles hétérogènes (12,8 %), forêts (6,5 %), eaux continentales (4,9 %), mines, décharges et chantiers (1,8 %), cultures permanentes (1,7 %), milieux à végétation arbustive et/ou herbacée (0,6 %), espaces verts artificialisés, non agricoles (0,1 %). L'évolution de l’occupation des sols de la commune et de ses infrastructures peut être observée sur les différentes représentations cartographiques du territoire : la carte de Cassini (XVIIIe siècle), la carte d'état-major (1820-1866) et les cartes ou photos aériennes de l'IGN pour la période actuelle (1950 à aujourd'hui).

### Voies de communication et transports

#### Voies de communication
Portet-sur-Garonne est traversée par la « route d'Espagne » (route nationale 20) et l'autoroute française A64.

#### Transports
La commune compte une gare sur son territoire, la gare de Portet-Saint-Simon, desservie quotidiennement par des trains cadencés vers la gare de Toulouse-Matabiau ou de Muret, ainsi que par des TER Occitanie effectuant des missions entre les gares de Toulouse-Matabiau, Boussens, Montréjeau - Gourdan-Polignan, Pau, Foix et Latour-de-Carol - Enveitg.
La gare de Portet-Saint-Simon, située en centre-ville, est le terminus de sept lignes du réseau Tisséo : la ligne de bus à haut niveau de service Linéo L5, ouverte en décembre 2019, qui mène à la station Empalot du métro de Toulouse, la ligne 47 allant vers la station Basso Cambo via l'ouest de la ville, la ligne 49 vers la station Basso Cambo via les zones industrielles de l'ouest de Portet, la ligne 311  vers la gare de Muret via Villate, la ligne 316 vers la gare de Muret via Labarthe-sur-Lèze, la ligne 317 vers la gare de Muret via Roquettes et la ligne 320 vers Roques.
La ville est aussi desservie par la ligne 50 du réseau Tisséo qui relie le sud de la commune à la station Basso Cambo via le centre-ville et le centre commercial, la ligne 117 dessert le centre commercial de Portet en le reliant à la station Basso Cambo et à Muret, et les lignes  318, 319, 358, 359, 360, 361 et 364 du réseau Arc-en-Ciel desservent toute la commune vers la gare routière de Toulouse depuis diverses communes situées au sud de Portet.
Le TAD 119 du réseau Tisséo relie les arrêts Vigoulet-Auzil et Parc Confluent à la station Ramonville du métro de Toulouse.
Le bac, ouvert d'avril à septembre, permet de traverser gratuitement la Garonne.
L'aéroport de Francazal est en partie situé sur la commune.

### Risques majeurs
Le territoire de la commune de Portet-sur-Garonne est vulnérable à différents aléas naturels : météorologiques (tempête, orage, neige, grand froid, canicule ou sécheresse), inondations, mouvements de terrains et séisme (sismicité très faible). Il est également exposé à deux risques technologiques, et  le risque industriel et la rupture d'un barrage. Un site publié par le BRGM permet d'évaluer simplement et rapidement les risques d'un bien localisé soit par son adresse soit par le numéro de sa parcelle.

#### Risques naturels
La commune fait partie du territoire à risques importants d'inondation (TRI) de Toulouse, regroupant 15 communes concernées par un risque de débordement de la Garonne, un des 18 TRI qui ont été arrêtés fin 2012 sur le bassin Adour-Garonne. Les événements significatifs passés sont la crue généralisée sur le bassin de la Garonne des 23 et 24 juin 1875 (7 500 m3/s à Toulouse), qui a fait 208 morts et détruit 1 219 maisons, et la crue des 1er au 5 février 1952 (3 300 m3/s) à Toulouse, qui a fait 7 victimes. Des cartes des surfaces inondables ont été établies pour trois scénarios : fréquent (crue de temps de retour de 10 ans à 30 ans), moyen (temps de retour de 100 ans à 300 ans) et extrême (temps de retour de l'ordre de 1 000 ans, qui met en défaut tout système de protection). La commune a été reconnue en état de catastrophe naturelle au titre des dommages causés par les inondations et coulées de boue survenues en 1982, 1983, 1999, 2000, 2009, 2015, 2017, 2019 et 2022,.

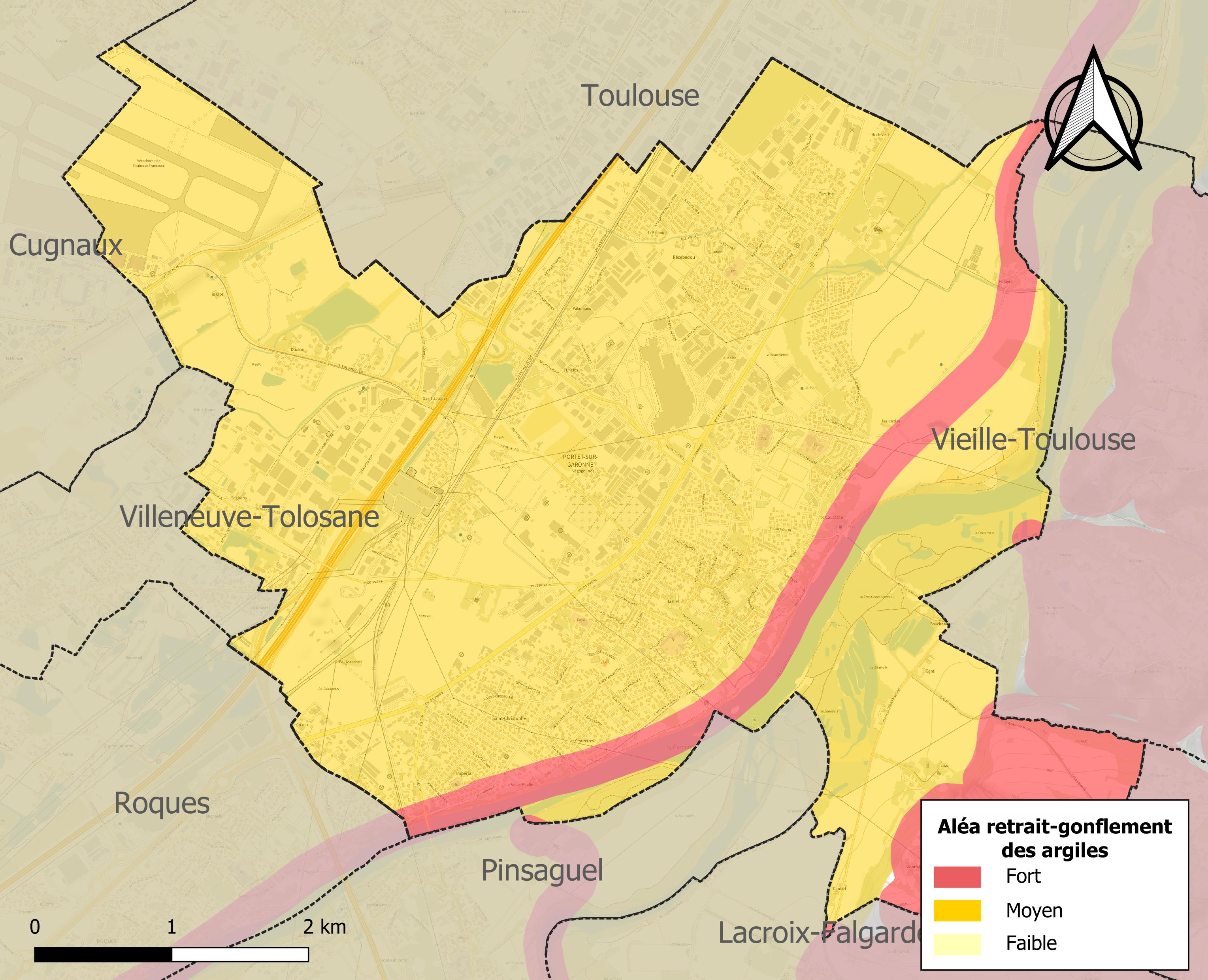
Carte des zones d'aléa retrait-gonflement des sols argileux de Portet-sur-Garonne.

La commune est vulnérable au risque de mouvements de terrains constitué principalement du retrait-gonflement des sols argileux. Cet aléa est susceptible d'engendrer des dommages importants aux bâtiments en cas d’alternance de périodes de sécheresse et de pluie. La totalité de la commune est en aléa moyen ou fort (88,8 % au niveau départemental et 48,5 % au niveau national). Sur les 3 382 bâtiments dénombrés sur la commune en 2019, 3 382 sont en aléa moyen ou fort, soit 100 %, à comparer aux 98 % au niveau départemental et 54 % au niveau national. Une cartographie de l'exposition du territoire national au retrait gonflement des sols argileux est disponible sur le site du BRGM,.
Par ailleurs, afin de mieux appréhender le risque d’affaissement de terrain, l'inventaire national des cavités souterraines permet de localiser celles situées sur la commune.
Concernant les mouvements de terrains, la commune a été reconnue en état de catastrophe naturelle au titre des dommages causés par la sécheresse en 1989, 1993, 1998, 2000, 2002, 2003, 2016 et 2020 et par des mouvements de terrain en 1983 et 1999.

#### Risques technologiques
La commune est exposée au risque industriel du fait de la présence sur son territoire d'une entreprise soumise à la directive européenne SEVESO.
La commune est en outre située en aval des barrages de Montbel (Ariège), de Gnioure, de Naguilhes (Ariège), de Laparan (Ariège) et de Soulcem (Ariège). À ce titre elle est susceptible d’être touchée par l’onde de submersion consécutive à la rupture d'un de ces ouvrages.

## Toponymie
Le village était appelé Portellum en latin médiéval (du Xe au XVe siècle), ce qui dénote la présence d'un passage à gué sur la Garonne (portus, diminutif portellum). Du fait de sa position à l'extrême limite de la Gascogne linguistique, il a présenté deux toponymes, un en gascon et un en occitan languedocien. Portèl (prononcé "pourtèl" IPA [pur'tɛl]) en languedocien - c'est ainsi que le désignaient les Toulousains, et Portèth (prononcé "pourtètt" IPA [pur'tɛt]) en gascon local. La forme languedocienne Portel est utilisée dans les premiers documents rédigés en français au début du XVIe siècle, probablement sous l'influence du parler des membres du parlement de Languedoc de Toulouse, puis Le Portet au XVIIe siècle. Ce n'est qu'en 1921, que le village prendra le nom de Portet-sur-Garonne.

## Histoire
- Dépendait en 961 des comtes de Toulouse.
- Chef-lieu de baylie, puis de châtellenie.
- Passage de l’armée du Prince Noir en 1355[a 1].
- Charte de coutumes en 1391.
- Assiégé et pris par Matignon en 1595[a 2].
- Tentative de passage de la Garonne par les Anglais en 1814, déjouée par le général Ritay.

## Politique et administration

### Administration municipale
Le nombre d'habitants au recensement de 2017 étant compris entre 5 000 habitants et 9 999 habitants, le nombre de membres du conseil municipal pour l'élection de 2020 est de vingt-neuf,.

### Rattachements administratifs et électoraux
Commune faisant partie de la neuvième circonscription de la Haute-Garonne de la communauté d'agglomération du Muretain et du canton de Portet-sur-Garonne.

### Tendances politiques et résultats
Portet-sur-Garonne est une ville de tradition socialiste, comme en témoignent ses deux derniers maires.
Cette tendance se retrouve également dans les élections nationales, avec la victoire systématique des candidats socialistes aux élections présidentielles depuis 1974, à l'image des résultats de la Haute-Garonne. Seule l'élection présidentielle de 2017 constitue une exception à ce constat, dans le contexte de large défaite de Benoît Hamon au niveau national ; ce dernier obtint toutefois à Portet-sur-Garonne un score supérieur de 3 points à son score national.
Les électeurs de Portet-sur-Garonne se caractérisent enfin par un vote d'extrême-droite sensiblement plus important que la moyenne départementale, sans que le Front national n'ait été en mesure de présenter une liste et d'obtenir des élus aux élections municipales passées.

### Finances locales
Cette sous-section présente la situation des finances communales de Portet-sur-Garonne.
Pour l'exercice 2013, le compte administratif du budget municipal de Portet-sur-Garonne s'établit à  13 324 000 € en dépenses et 16 786 000 € en recettes :
En 2013, la section de fonctionnement se répartit en 10 291 000 €  de charges (1 076 € par habitant) pour 11 945 000 € de produits (1 249 € par habitant), soit un solde de 1 654 000 € (173 € par habitant), :
- le principal pôle de dépenses de fonctionnement est celui des charges de personnels[Note 11] pour une valeur de 5 226 000 € (51 %), soit 547 € par habitant, ratio voisin de la valeur moyenne de la strate. Sur la période 2009 - 2013, ce ratio augmente de façon continue de 477 € à 547 € par habitant ;
- la plus grande part des recettes est constituée des impôts locaux[Note 12] pour une somme de 3 950 000 € (33 %), soit 413 € par habitant, ratio voisin de la valeur moyenne de la strate. Pour la période allant de 2009 à 2013, ce ratio augmente de façon continue de 347 € à 413 € par habitant.

Les taux des taxes ci-dessous sont votés par la municipalité de Portet-sur-Garonne. Ils ont varié de la façon suivante par rapport à 2012 :
- la taxe d'habitation égale 5,78 % ;
- la taxe foncière sur le bâti égale 15,18 % ;
- celle sur le non bâti égale 103,31 %.

La section investissement se répartit en emplois et ressources. Pour 2013, les emplois comprennent par ordre d'importance :
- des dépenses d'équipement[Note 14] pour une valeur de 2 508 000 € (83 %), soit 262 € par habitant, ratio inférieur de 32 % à la valeur moyenne pour les communes de la même strate (385 € par habitant). Depuis 5 ans, ce ratio fluctue et présente un minimum de 188 € par habitant en 2011 et un maximum de 539 € par habitant en 2012 ;
- des remboursements d'emprunts[Note 15] pour une valeur totale de 474 000 € (16 %), soit 50 € par habitant, ratio inférieur de 37 % à la valeur moyenne pour les communes de la même strate (79 € par habitant).

Les ressources en investissement de Portet-sur-Garonne se répartissent principalement en :
- subventions reçues pour une valeur totale de 1 286 000 € (27 %), soit 134 € par habitant, ratio supérieur de 91 % à la valeur moyenne pour les communes de la même strate (70 € par habitant). Sur les 5 dernières années, ce ratio fluctue et présente un minimum de 16 € par habitant en 2011 et un maximum de 134 € par habitant en 2013 ;
- fonds de Compensation pour la TVA pour un montant de 317 000 € (7 %), soit 33 € par habitant, ratio inférieur de 20 % à la valeur moyenne pour les communes de la même strate (41 € par habitant).

L'endettement de Portet-sur-Garonne au 31 décembre 2013 peut s'évaluer à partir de trois critères : l'encours de la dette, l'annuité de la dette et sa capacité de désendettement :
- l'encours de la dette pour  1 823 000 €, soit 191 € par habitant, ratio inférieur de 78 % à la valeur moyenne pour les communes de la même strate (881 € par habitant). Sur la période 2009 - 2013, ce ratio diminue de façon continue de 464 € à 191 € par habitant[A2 5] ;
- l'annuité de la dette pour une valeur totale de 544 000 €, soit 57 € par habitant, ratio inférieur de 49 % à la valeur moyenne pour les communes de la même strate (112 € par habitant). En partant de 2009 et jusqu'à 2013, ce ratio fluctue et présente un minimum de 57 € par habitant en 2013 et un maximum de 103 € par habitant en 2010[A2 5] ;
- la capacité d'autofinancement (CAF) pour une somme de 2 204 000 €, soit 230 € par habitant, ratio supérieur de 27 % à la valeur moyenne pour les communes de la même strate (181 € par habitant). Pour la période allant de 2009 à 2013, ce ratio fluctue et présente un minimum de 230 € par habitant en 2013 et un maximum de 301 € par habitant en 2011[A2 6]. La capacité de désendettement est de moins d'un an en 2013. Sur une période de 14 années, ce ratio présente un minimum en 2013 et un maximum d'environ 8 années en 2000.

## Population et société

### Démographie
| 1793 | 1800 | 1806 | 1821 | 1831 | 1836 | 1841 | 1846  | 1851  |
| ---- | ---- | ---- | ---- | ---- | ---- | ---- | ----- | ----- |
| 700  | 749  | 794  | 730  | 807  | 914  | 871  | 1 027 | 1 073 |

| 1856  | 1861  | 1866  | 1872  | 1876  | 1881  | 1886  | 1891  | 1896 |
| ----- | ----- | ----- | ----- | ----- | ----- | ----- | ----- | ---- |
| 1 108 | 1 121 | 1 117 | 1 006 | 1 042 | 1 024 | 1 017 | 1 060 | 937  |

| 1901 | 1906 | 1911 | 1921 | 1926 | 1931 | 1936  | 1946  | 1954  |
| ---- | ---- | ---- | ---- | ---- | ---- | ----- | ----- | ----- |
| 897  | 874  | 870  | 827  | 898  | 987  | 1 209 | 2 071 | 3 820 |

| 1962  | 1968  | 1975  | 1982  | 1990  | 1999  | 2005  | 2006  | 2010  |
| ----- | ----- | ----- | ----- | ----- | ----- | ----- | ----- | ----- |
| 4 398 | 5 432 | 6 014 | 6 872 | 8 030 | 8 733 | 9 532 | 9 763 | 9 435 |

| 2015  | 2020  | 2022  | - | - | - | - | - | - |
| ----- | ----- | ----- | - | - | - | - | - | - |
| 9 707 | 9 832 | 9 798 | - | - | - | - | - | - |

| selon la population municipale des années : | 1968 | 1975 | 1982 | 1990 | 1999 | 2006 | 2009 | 2013 |
| Rang de la commune dans le département      | 8    | 11   | 13   | 13   | 14   | 15   | 16   | 17   |
| Nombre de communes du département           | 592  | 582  | 586  | 588  | 588  | 588  | 589  | 589  |

### Enseignement
Portet-sur-Garonne fait partie de l'académie de Toulouse.
L'éducation est assurée sur la commune de Portet-sur-Garonne depuis la crèche « Bambou-Bambin » jusqu'au collège Jules Vallès, en passant par les écoles maternelles (école George Sand, école Jacques Prévert, école de Clairfont et l'école Jean Jaurès) et les écoles élémentaires (école Pierre et Marie Curie, école Marguerite Picart, école de Clairfont).

### Manifestations culturelles et festivités
- Imagina'Livres est un salon consacré aux littératures de l'imaginaire, se tenant annuellement en avril depuis 10 ans. Devenu un rendez-vous incontournable pour les passionnés de fantasy, science-fiction et fantastique, il réunit auteurs, illustrateurs et éditeurs autour de conférences, dédicaces et animations. L'événement propose des conférences, séances de dédicaces et animations, visant à promouvoir la créativité et l’échange entre les professionnels du livre et le public.
- Festival La Méditerranée de Portet, un festival de musique avec un panorama d’artistes de différents pays méditerranéens : des musiques populaires, originales, modernes, festives partout dans la ville, mais aussi un village gourmand. Le festival a lieu tous les ans depuis 2005 vers le 22 septembre.

### Sports
Salle omnisports, 2 salles de gymnastique, dojo, piscine, 2 stades, salle de danse, salle de squash, boulodrome...

### Écologie et recyclage
La collecte et le traitement des déchets des ménages et des déchets assimilés ainsi que la protection et la mise en valeur de l'environnement se font dans le cadre de la communauté d'agglomération du Muretain. Usine d'eau potable de la ville de Toulouse,.

## Économie

### Revenus
En 2018  (données Insee publiées en septembre 2021), la commune compte 4 001 ménages fiscaux, regroupant 9 758 personnes. La médiane du revenu disponible par unité de consommation est de 21 870 € (23 140 € dans le département). 53 % des ménages fiscaux sont imposés (55,3 % dans le département).

### Emploi
|                | 2008  | 2013  | 2018  |
| -------------- | ----- | ----- | ----- |
| Commune        | 9,1 % | 11 %  | 9,5 % |
| Département    | 7,7 % | 9,6 % | 9,3 % |
| France entière | 8,3 % | 10 %  | 10 %  |

En 2018, la population âgée de 15 à 64 ans s'élève à 5 796 personnes, parmi lesquelles on compte 77,3 % d'actifs (67,8 % ayant un emploi et 9,5 % de chômeurs) et 22,7 % d'inactifs,. En  2018, le taux de chômage communal (au sens du recensement) des 15-64 ans est supérieur à celui du département, mais inférieur à celui de la France, alors qu'il était supérieur à celui de la France en 2008.
La commune fait partie de la couronne de l'aire d'attraction de Toulouse, du fait qu'au moins 15 % des actifs travaillent dans le pôle,. Elle compte 7 306 emplois en 2018, contre 8 175 en 2013 et 8 974 en 2008. Le nombre d'actifs ayant un emploi résidant dans la commune est de 3 987, soit un indicateur de concentration d'emploi de 183,2 % et un taux d'activité parmi les 15 ans ou plus de 58 %.
Sur ces 3 987 actifs de 15 ans ou plus ayant un emploi, 965 travaillent dans la commune, soit 24 % des habitants. Pour se rendre au travail, 79,2 % des habitants utilisent un véhicule personnel ou de fonction à quatre roues, 8,1 % les transports en commun, 9,5 % s'y rendent en deux-roues, à vélo ou à pied et 3,3 % n'ont pas besoin de transport (travail au domicile).

### Activités hors agriculture

#### Secteurs d'activités
1 468 établissements sont implantés  à Portet-sur-Garonne au 31 décembre 2019. Le tableau ci-dessous en détaille le nombre par secteur d'activité et compare les ratios avec ceux du département,.
| Secteur d'activité                                                                                        | Commune | Commune | Département |
| Secteur d'activité                                                                                        | Nombre  | %       | %           |
| --- | ------- | ------- | ----------- |
| Ensemble                                                                                                  | 1 468   | 100 %   | (100 %)     |
| Industrie manufacturière, industries extractives et autres                                                | 97      | 6,6 %   | (5,7 %)     |
| Construction                                                                                              | 219     | 14,9 %  | (12 %)      |
| Commerce de gros et de détail, transports, hébergement et restauration                                    | 592     | 40,3 %  | (25,9 %)    |
| Information et communication                                                                              | 36      | 2,5 %   | (4,1 %)     |
| Activités financières et d'assurance                                                                      | 50      | 3,4 %   | (3,8 %)     |
| Activités immobilières                                                                                    | 71      | 4,8 %   | (4,2 %)     |
| Activités spécialisées, scientifiques et techniques et activités de services administratifs et de soutien | 176     | 12 %    | (19,8 %)    |
| Administration publique, enseignement, santé humaine et action sociale                                    | 144     | 9,8 %   | (16,6 %)    |
| Autres activités de services                                                                              | 83      | 5,7 %   | (7,9 %)     |

Le secteur du commerce de gros et de détail, des transports, de l'hébergement et de la restauration est prépondérant sur la commune puisqu'il représente 40,3 % du nombre total d'établissements de la commune (592 sur les 1 468 entreprises implantées  à Portet-sur-Garonne), contre 25,9 % au niveau départemental.

#### Entreprises et commerces
Les cinq entreprises ayant leur siège social sur le territoire communal qui génèrent le plus de chiffre d'affaires en 2020 sont : 
- Samat Sud, transports routiers de fret interurbains (20 820 k€) ;
- Giraud-Serin, travaux de montage de structures métalliques (16 255 k€) ;
- Addev Adhis, commerce de gros (commerce interentreprises) de produits chimiques (15 335 k€) ;
- Subterra, construction de réseaux pour fluides (15 080 k€) ;
- Midi-Pyrenees Vehicules Industriels Sud, commerce d'autres véhicules automobiles (13 287 k€).

### Agriculture
|               | 1988 | 2000 | 2010 | 2020 |
| ------------- | ---- | ---- | ---- | ---- |
| Exploitations | 14   | 5    | 6    | 4    |
| SAU (ha)      | 231  | 137  | 163  | 162  |

La commune est dans « les Vallées », une petite région agricole consacrée à la polyculture sur les plaines et terrasses alluviales qui s’étendent de part et d’autre des sillons marqués par la Garonne et l’Ariège. En 2020, l'orientation technico-économique de l'agriculture  sur la commune est l'exploitation de grandes cultures (hors céréales et oléoprotéagineuses). Quatre exploitations agricoles ayant leur siège dans la commune sont dénombrées lors du recensement agricole de 2020 (14 en 1988). La superficie agricole utilisée est de 162 ha,,.

## Culture locale et patrimoine

### Lieux et monuments
- La Halle.
- L'église Saint-Martin est inscrite aux Monuments historiques[68].
- Statue de l'Immaculée Conception. Sur le base de la statue est représentée le tétramorphe.
- Châteaux de Clairfont et de Palarin.
- L'usine des eaux de Clairfont est située sur la commune, usine d'eau potable de la ville de Toulouse labelisée patrimoine du XXe siècle[69].
- Château de la Creuse (inscrit aux Monuments historiques)[70].
- Pyramide (inscrit aux Monuments historiques) marquant la limite entre la Guyenne et le Languedoc[71].
- Médiathèque.
- Parc du confluent Ariège-Garonne[72], parc en zones humides à la confluence de l'Ariège et de la Garonne.

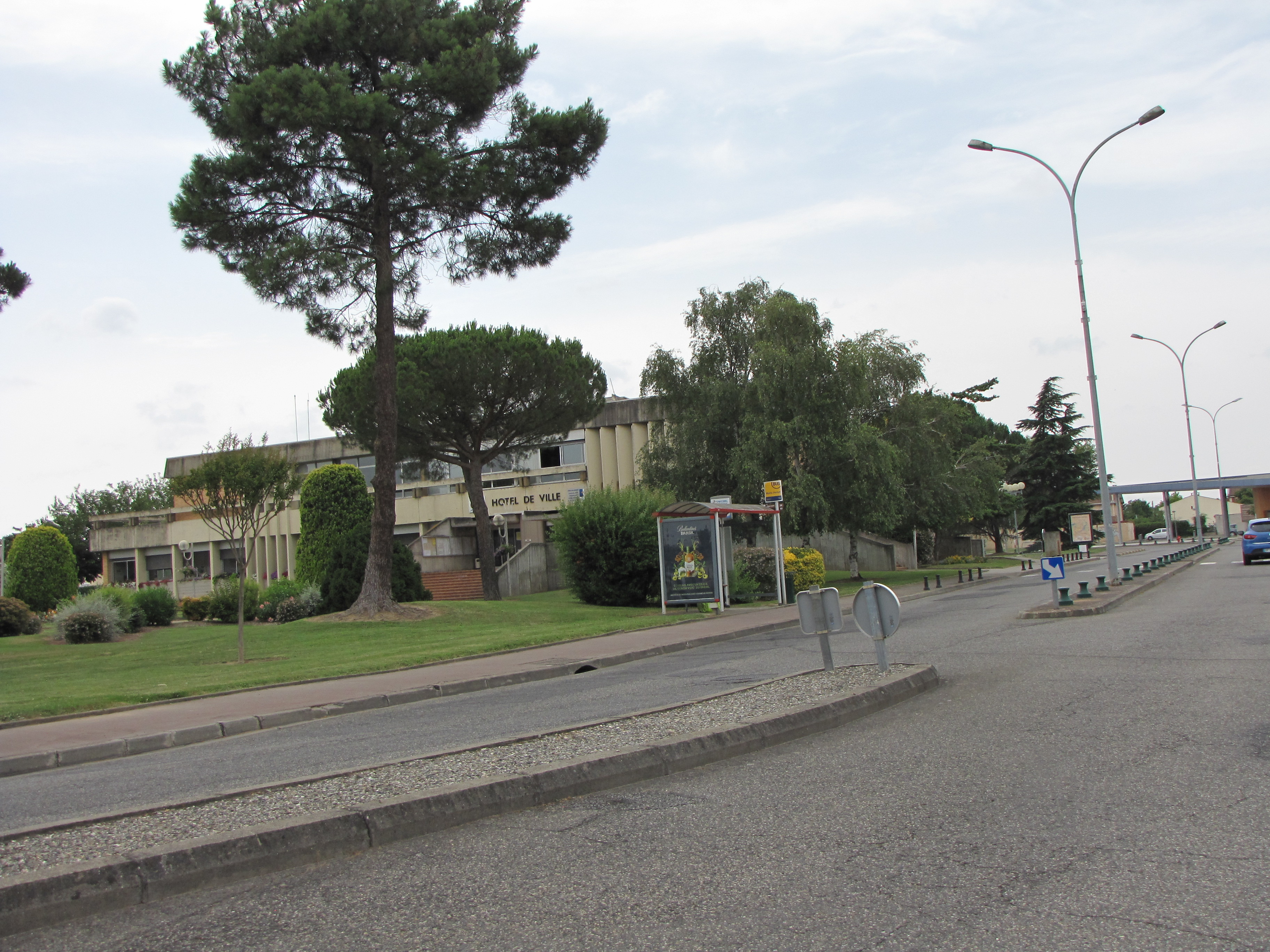
La mairie.
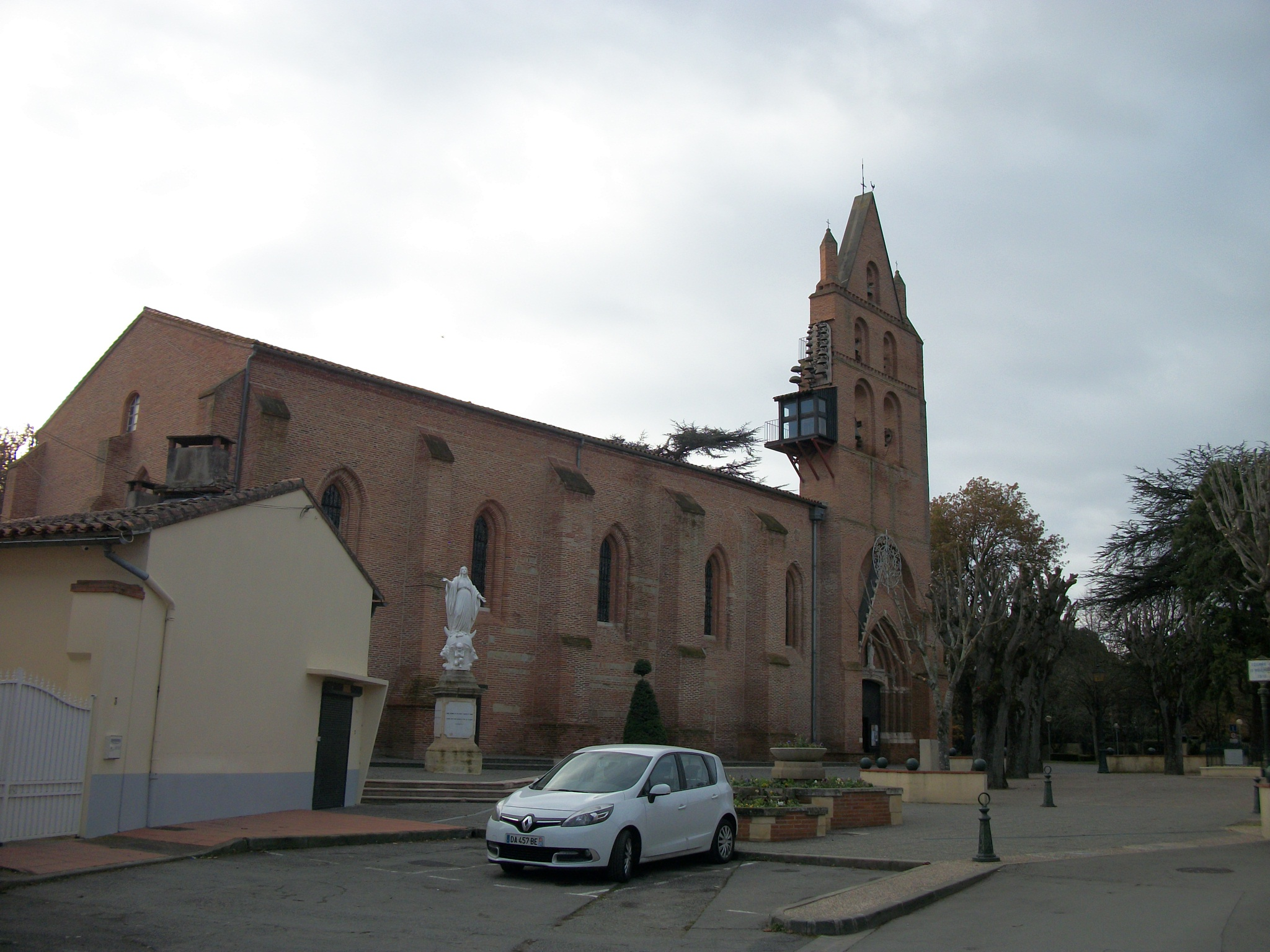
L'église Saint-Martin.
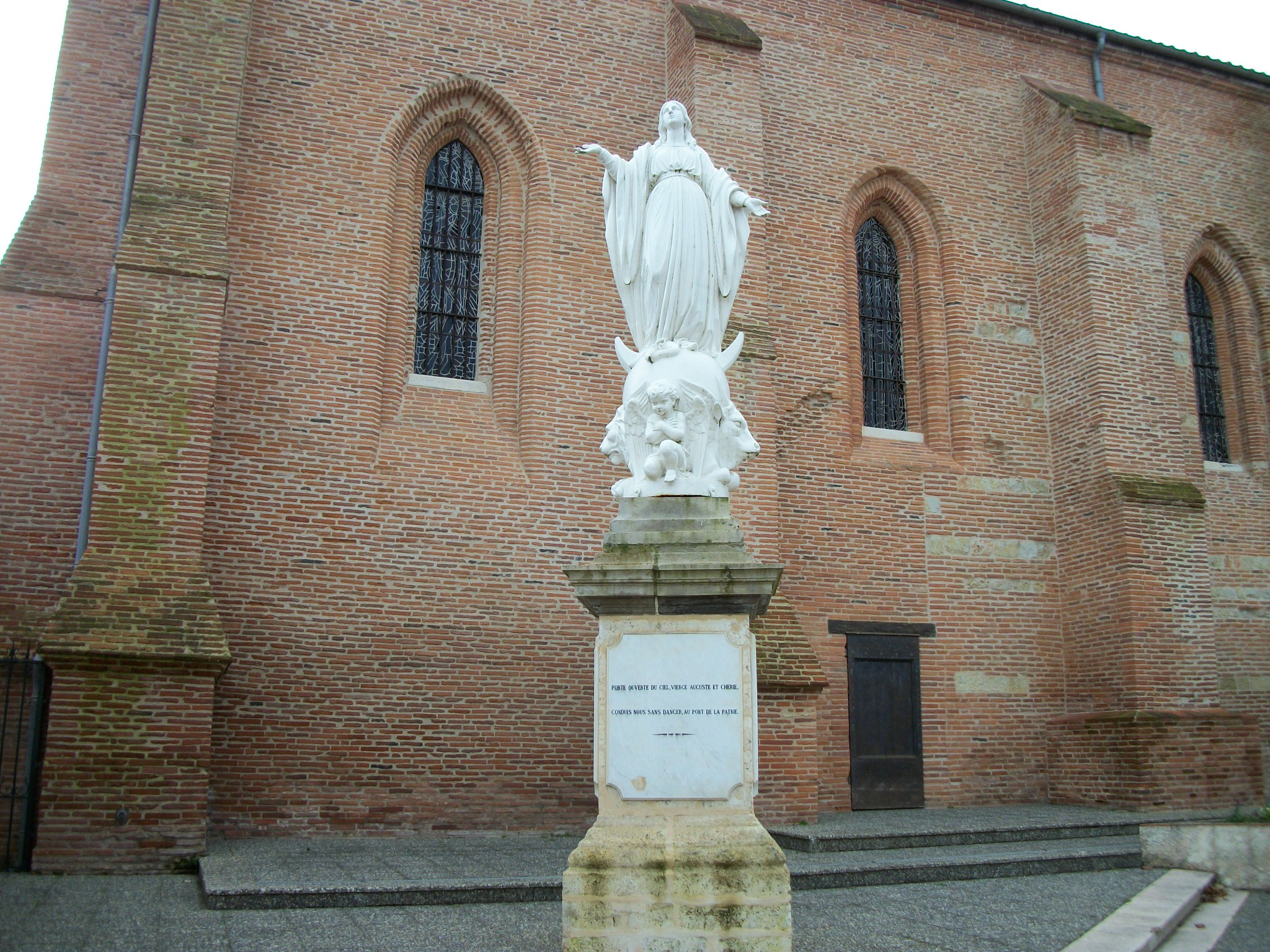
Statue de l'Immaculée Conception.
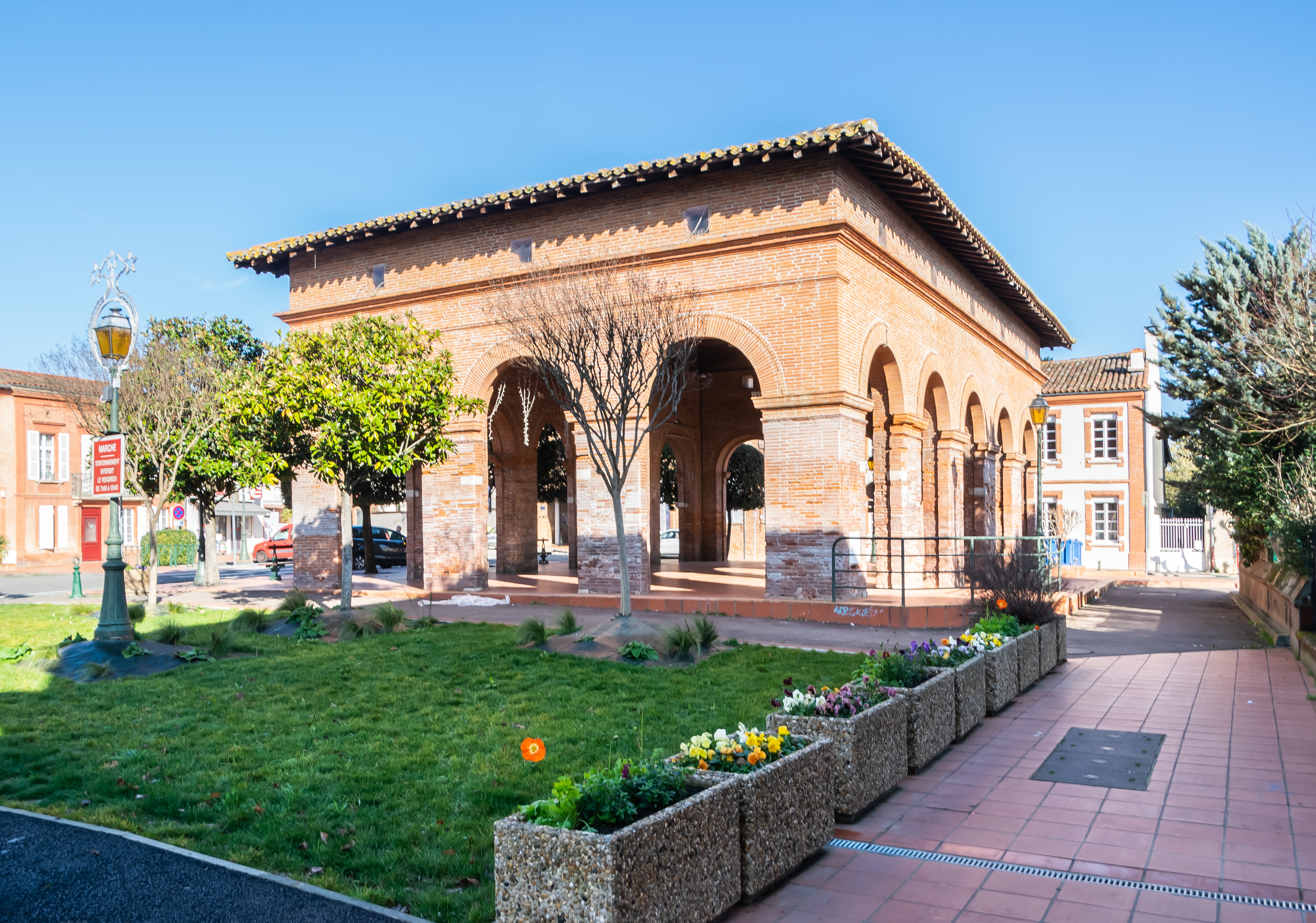
La halle aux marchés.
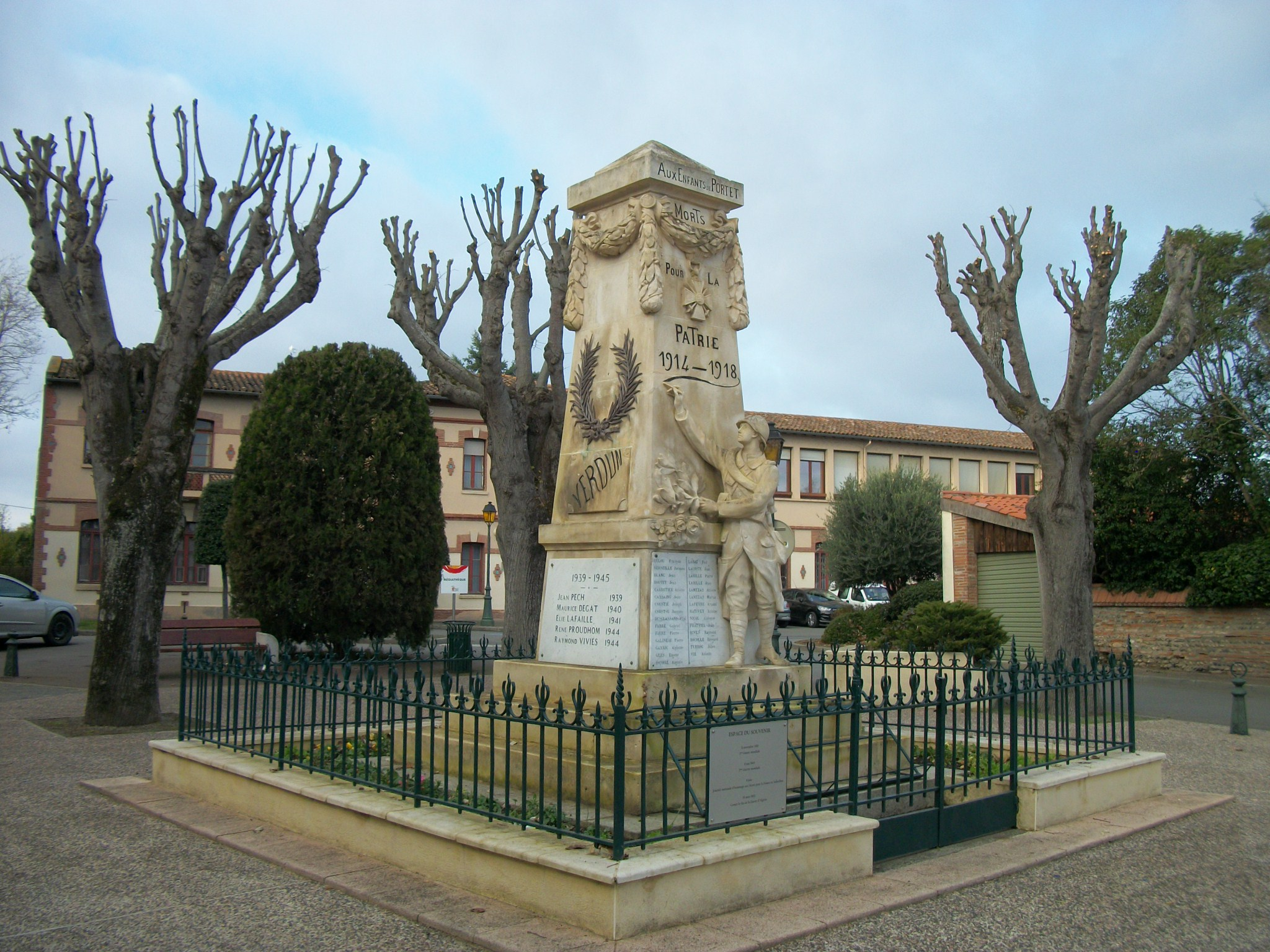
Le monument aux morts.
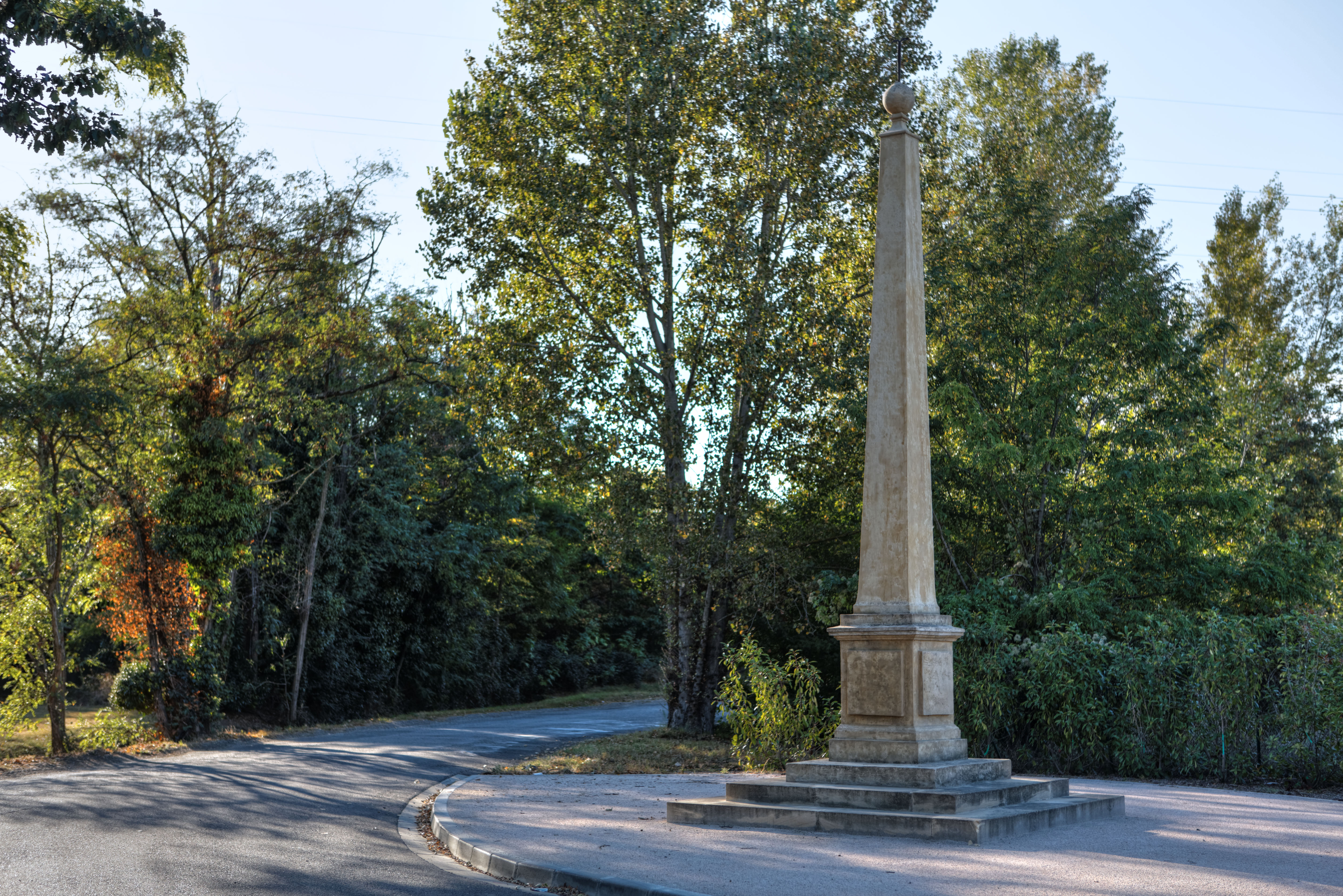
Pyramide marquant la limite entre la Guyenne et le Languedoc.
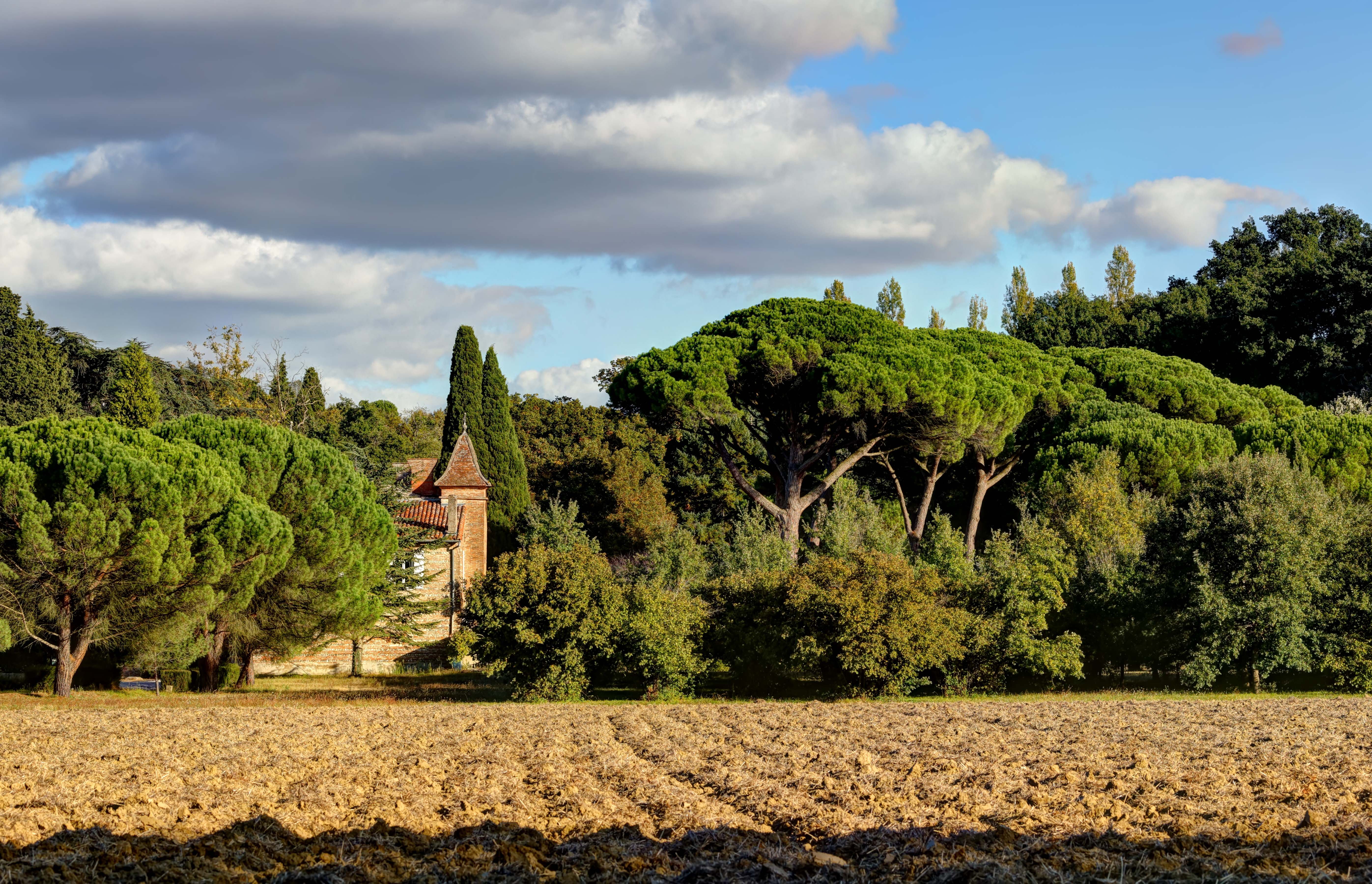
Château de la Creuse.

### Musées
- Musée de la Mémoire

Situé dans un ancien bâtiment du camp de concentration du Récébédou, le musée accueille une exposition permanente, des reconstitutions, une salle de conférence et une exposition temporaire.
Il permet également la consultation sur place d’un certain nombre d’ouvrages traitant plus particulièrement des camps d’internement.
Le musée de la Mémoire a été inauguré le 6 février 2003 par Elie Wiesel, prix Nobel de la Paix et François Peraldi, maire et conseiller général de Portet-sur-Garonne.
Lieu de mémoire avant tout le musée se veut aussi un outil pédagogique au service des enfants et de tous ceux qui ont soif de connaissance.

### Personnalités liées à la commune
- Jean-Marie Ritay (1761-1821), général des armées de la République et de l'Empire, maire de la commune de 1818 à sa mort, y est né et décédé ;
- Maxime Scot (1923-2015) : résistant et officier parachutiste ayant vécu à Portet-sur-Garonne ;
- Henri Foures (1925-2019) : a habité dans la commune[73], international de rugby à XV ;
- Victòria Pujolar Amat (1921-2017), peintre républicaine espagnole, incarcérée au Camp du Récébédou avec sa mère et sa grand-mère ;
- Éric Bonneval (1963-), qui a débuté à l'École de Rugby de la commune[74], international de rugby à XV ;
- Christophe Deylaud (1964-) : international de rugby à XV ayant joué à Portet-sur-Garonne.

### Héraldique
| Portet-sur-Garonne | Son blasonnement est : D'argent à la tour de gueules maçonnée de sable et ouverte d'azur, crénelée de deux pièces, sommée de trois tourelles d'argent crénelées chacune de trois pièces et ouvertes d'azur. |